# 克雷沃联合

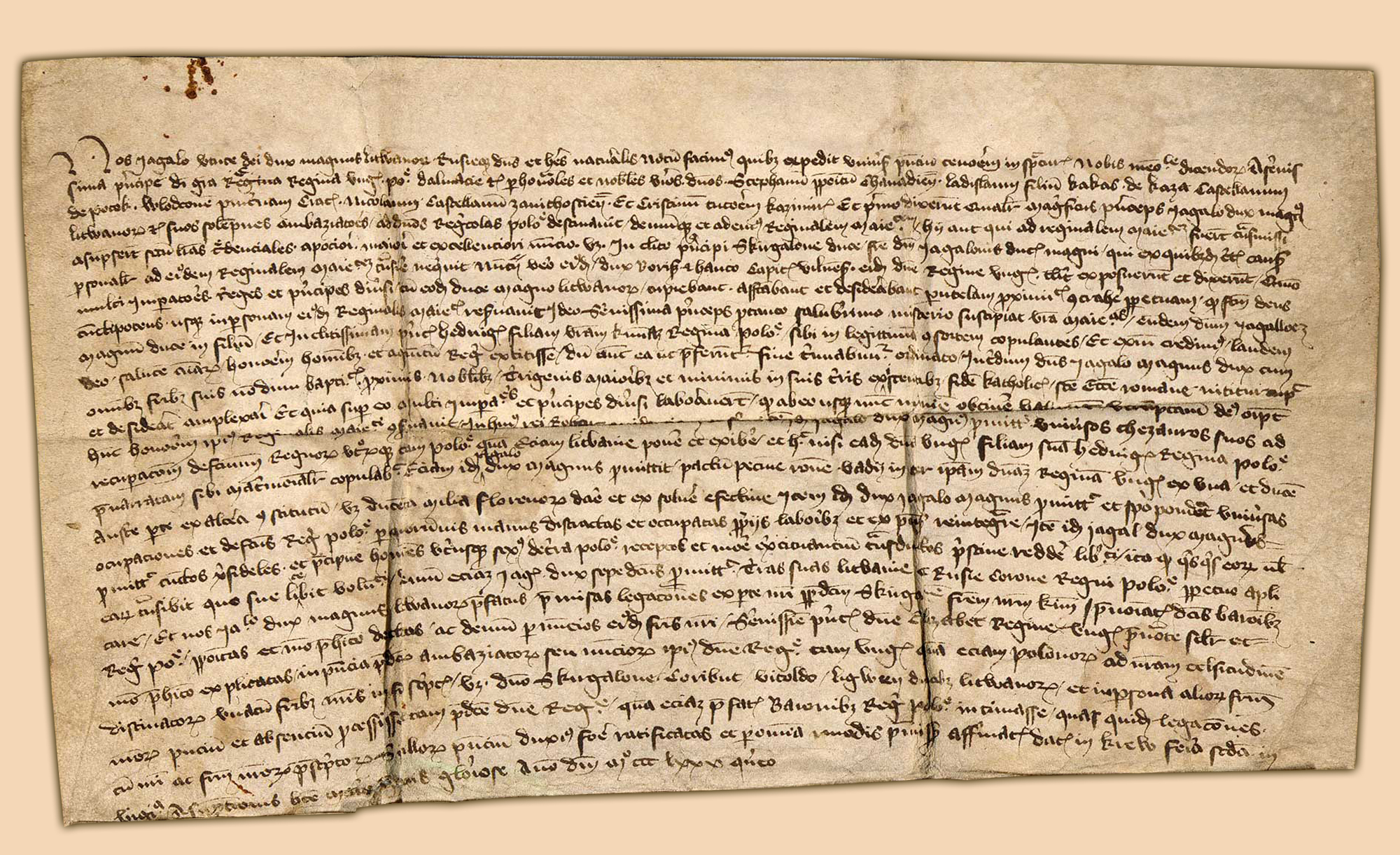
克雷沃联合的文件，在1385年8月14日于克雷瓦签署

克雷沃联合（波蘭語：Unia w Krewie）或克雷瓦法案狹義指立陶宛大公约盖拉在1385年8月14日于克雷瓦城堡所做的一系列承诺，以迎娶未成年却统治波兰的女王雅德维加。
廣義是指在1385年至1386年间发生的一系列事件。在1385年的谈判后，约盖拉皈依天主教，迎娶雅德维加，并在1386年加冕为波兰国王。此次联合在波兰与立陶宛的历史中都为决定性事件；它开启了兩地結盟歷史的時代，长达四个世纪。到1569年盧布林聯合後，波兰立陶宛君合国再轉變為波兰立陶宛联邦，这个联邦一直存在到1795年第三次瓜分波兰时。

## 背景

### 波兰情况

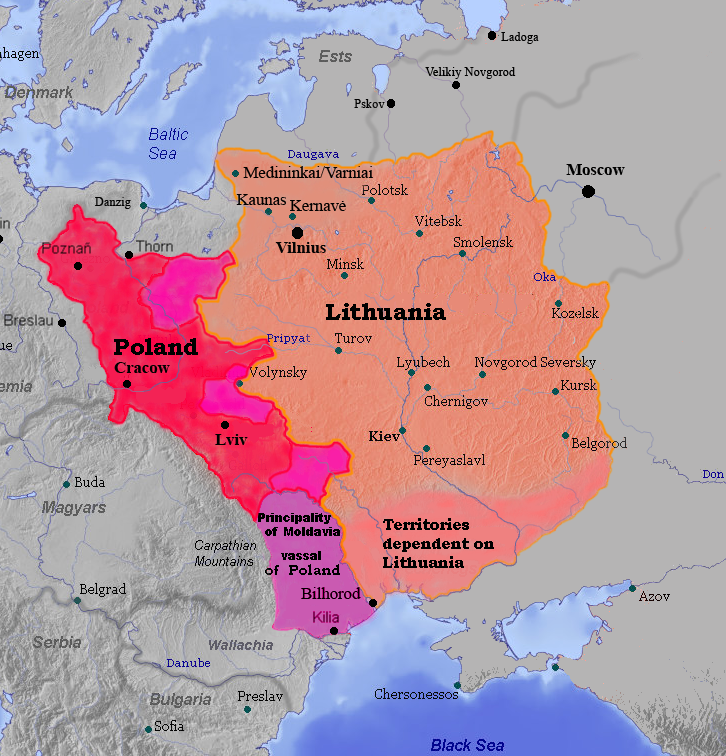
1387年的波兰和立陶宛

拉约什一世在1382年9月13日去世。因为他只留下两个女儿，匈牙利的玛丽（约1371年出生）和雅德维加（约1373年出生），波兰遭遇王位继承危机。有意夺取波兰王位的包括玛丽的未婚夫西吉斯蒙德、马佐夫舍公爵谢莫韦特四世和瓦迪斯瓦夫·奥波尔齐克。波兰贵族们不希望继续与匈牙利王国的共主邦联关系，因此他们拒绝了玛丽和她的未婚夫。波兰贵族发生内斗，大波兰内部甚至爆发短时间的内战。最终，在与时任匈牙利摄政，雅德维嘉之母波斯尼亚的伊丽莎白长期谈判后，雅德维嘉到达克拉科夫并在1384年10月15日加冕为波兰国王（而非波兰女王，以强调她享有王位的权利）。新君主仍然需要一个合适的丈夫。她曾与奥地利的威廉订婚，而后者曾在1385年来到波兰，试图与雅德维嘉完婚并形成既定事实。他成功地到达了华沙，但随后便被波兰贵族驱逐。现在并不清楚他是否成功地完婚，但带有偏见的奥地利文献继续指责雅德维加重婚。 梅尔什滕的斯佩泰克、塔尔努夫的扬和扬·滕琴斯基等小波兰贵族提议让雅德维嘉嫁给立陶宛大公约盖拉。

### 立陶宛情况
立陶宛大公阿尔基尔达斯在1377年去世，将大公之位传给约盖拉。他继承了一个幅员辽阔的国家，居住着信奉异教的立陶宛人和信奉东正教的鲁塞尼亚人。在最近的一个世纪，立陶宛人一直在抵御条顿骑士团，这个致力于使大公国皈依天主教的十字军军事修士会。约盖拉认识到皈依不可避免，而他也一直在寻找最佳机会。1382年与骑士团签订的杜比萨条约有条款要求约盖拉在四年之内皈依基督教。但是，条约从未被批准。从长期敌人那里接受基督教是危险且不受欢迎的，而且会让立陶宛依赖骑士团。1384年，约盖拉发现另一种选择，这种选择由莫斯科大公国提出，并由他的东正教信徒母亲特维尔的乌丽亚娜转达：皈依东正教，并迎娶德米特里·顿斯科伊之女索菲娅。但是，在天主教徒看来，东正教比异教好不到哪里。 因此这种皈依不能使立陶宛免遭条顿骑士团攻击。波兰贵族又提出第三个选择，避免了接受条顿骑士团或莫斯科的提议时可能会遭遇的麻烦。

## 克雷沃联合

### 谈判

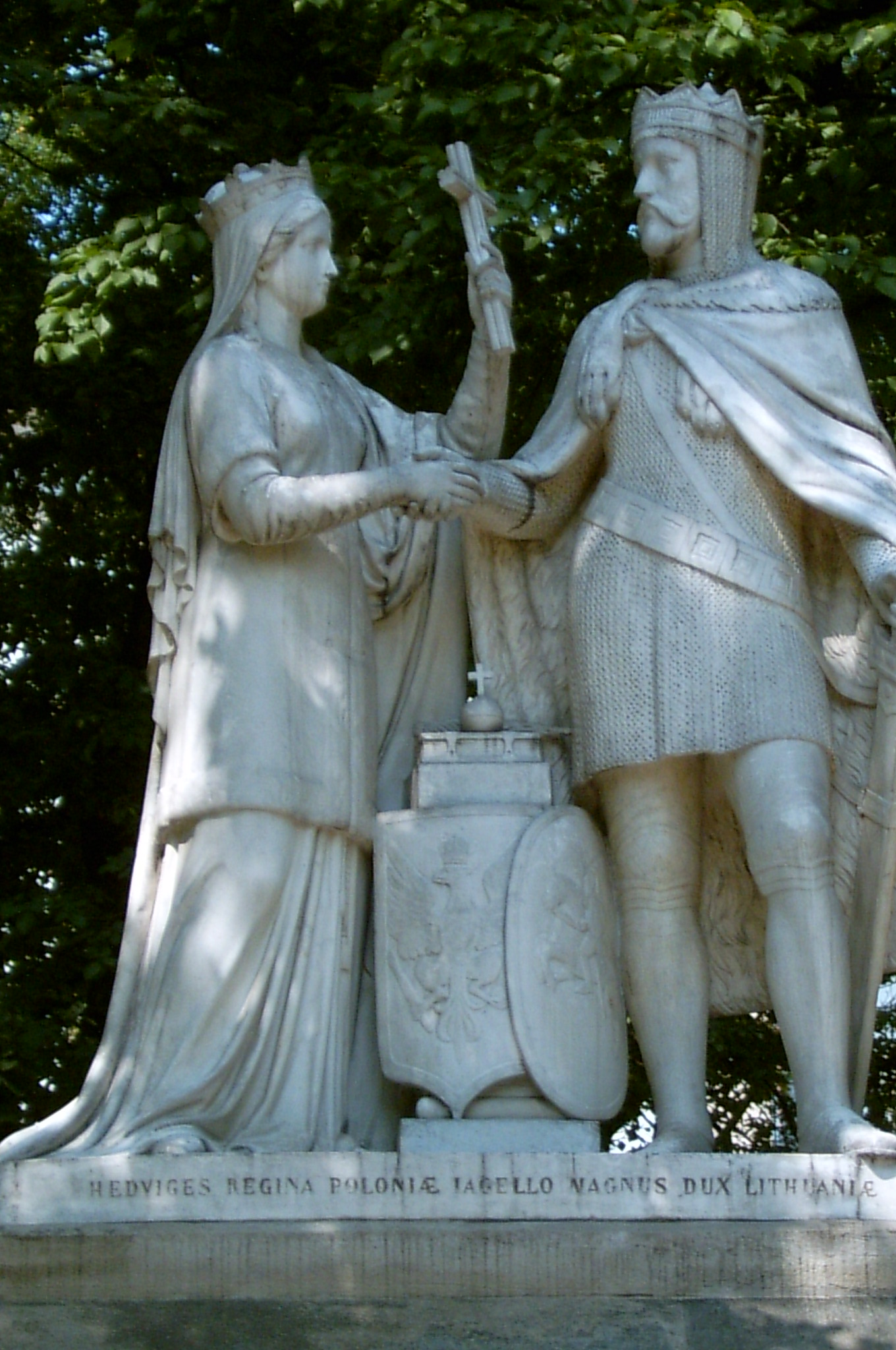
克拉科夫雅德维加和约盖拉纪念碑

波兰和立陶宛的关系并非特别友善。约盖拉的姑奶立陶宛的阿尔多娜在1325年至1339年间曾为波兰王后。在长达数十年之久的加利西亚-沃里尼亚战争中，波兰与立陶宛相互交战，但两国都寻求收复匈牙利所侵占的失地，而且将条顿骑士团视为共同的敌人。现在尚不清楚是谁在什么时候提议让雅德维加嫁给约盖拉的。有一些痕迹显示这个计划和谈判早在1383年便开始了。譬如，马佐夫舍公爵谢莫韦特四世在提出对波兰王位的要求时，遭到约盖拉的攻击。到那时，立陶宛使节在1384年秋参与雅德维加的加冕礼，而约盖拉要求波兰王位一事也广为人知。
1385年中期，约盖拉向波兰派送一个代表团。其中包括约盖拉的兄弟斯基尔盖拉、公爵鲍里斯（可能是约盖拉的堂亲，卡里约塔斯之子）和商人哈努尔。哈努尔在立陶宛内战时帮助约盖拉重夺维尔纽斯，代表商人利益，而这时的商人已看到波兰和立陶宛之间的潜在商机。代表们先是到克拉科夫会见波兰贵族，随后到布达会见雅德维嘉之母伊丽莎白王后。同时，波兰代表团——由两个伊丽莎白的使节与三个波兰贵族构成——也被派往立陶宛。立陶宛代表回来的时候，约盖拉以书面形式确认他所作出的所有承诺，而这些承诺都是为了保护他在波兰的利益。这份书面确认现在被称为克雷沃联合。

### 内容
这份长为560个单词的文献被送往王后伊丽莎白与波兰代表那里。约盖拉简要地描述了立陶宛代表团的使命，而且，为了能够迎娶雅德维加，同意如下条款：
- 将立陶宛基督教化：使信奉异教的约盖拉、立陶宛贵族和所有信奉异教的立陶宛人皈依罗马天主教；
- 向奥地利公爵威廉支付20万弗罗林，作为结束他与雅德维加之间的婚约的补偿；
- 归还波兰在战争中失去的所有领地。特别提及被拉约什一世附属于匈牙利王国名下的红鲁塞尼亚领地；
- 释放所有被立陶宛人关押的基督徒战俘；
- 使立陶宛人和鲁塞尼亚人的领地都归属（拉丁文：applicare）于波兰王国。

约盖拉的兄弟斯基尔盖拉、卡里布塔斯、伦格韦尼斯和他们的堂亲维陶塔斯都盖印确认这份文件。因为这份文件仅包括立陶宛单方做出的承诺与确认，立陶宛历史学家尤拉特·基奥皮埃内认为这次联合不应该仅是一份最终的国际条约，还应该存在另一份文件将这份协议定案。

## 影响

### 婚姻与立陶宛的皈依
1386年1月11日，波兰国王选举前，一个波兰代表团在瓦夫卡维斯克会见约盖拉，并呈交给他一份协定，称波兰贵族已同意选举他为他们的国王。选举在2月1日于卢布林结束。2月12日，约盖拉和他的亲属抵达克拉科夫，三天后，他们在瓦维尔主教座堂受洗，施洗者为格涅兹诺主教博德赞塔。约盖拉的受洗名被选为瓦迪斯劳斯，以纪念雅德维嘉的曾祖父，皮雅斯特王朝倒数第二位国王，瓦迪斯瓦夫一世。约盖拉在2月18日迎娶雅德维嘉，并根据妻子的权力，于3月4日加冕为波兰国王。因为奥地利的威廉和条顿骑士团的负面宣传，这次婚姻并未受到时任教皇乌尔班六世（1378年—1389年在位）的批准；直到波尼法爵九世（1389年-1404年在位）上位后，这次婚姻才被宣布为合法。
就在婚礼与加冕礼后不久，雅德维嘉和维陶塔斯便进军加利西亚，在那里击败匈牙利军队，保卫了西波多利亚大约97000平方公里的领地。约盖拉的长兄波洛茨克公爵安德烈利用约盖拉不在立陶宛的机会，重启针对立陶宛大公之位的斗争。安德烈攻打波洛茨克东南，利沃尼亚骑士团攻打立陶宛公国，斯摩棱斯克的斯维亚托斯拉夫攻打姆斯季斯劳。起义很快被镇压。
1386年末，约盖拉回到维尔纽斯以实现其另一个承诺——使大公国皈依天主教。他带来一些神父，建立最开始的七个教区，根据扬·杜戈什的说法，他甚至将天主经和宗徒信经译为立陶宛文。新皈依的人一起受洗，未经多少教导，并被赠予羊毛衫；这种仓促后来在康斯坦丁宗教会议遭到批评。1387年2月17日，约盖拉颁布法令，称他会修建维尔纽斯主教座堂，并向教宗请愿成立维尔纽斯主教区，并将陶拉格奈、拉巴诺拉斯和莫来泰的领地献给这个主教区。另外两部特权法在1387年2月20日与3月4日颁布，赐予皈依天主教的贵族新的权力，并准许在维尔纽斯推行马格德堡法。这不仅利于鼓励立陶宛贵族皈依天主教，也能使波兰和立陶宛的贵族享有同样的权力。

### 波兰立陶宛联盟
约盖拉将他的兄弟斯基尔盖拉留在立陶宛作为摄政。他不受欢迎，而立陶宛贵族也对波兰在立陶宛日益增长的影响力感到愤怒。维陶塔斯利用这次机会重新发动权力斗争，立陶宛内战爆发。双方随后达成奥斯特鲁夫协议，内战结束，维陶塔斯成为立陶宛大公，而约盖拉保留作为最高统治者的权力。维陶塔斯在内政外交上保持独立，但与约盖拉合作。波兰立陶宛之间合作的著名范例便是两国在格伦瓦德之战（1410年）联合对抗条顿骑士团取得的决定性胜利。波兰立陶宛之间的关系与维陶塔斯的独立性在维尔纽斯和拉多姆联合（1401年）与赫洛德沃联合（1413年）成文化。因此立陶宛大公国保持了其主权。直到1569年的卢布林联合，波兰王国和立陶宛大公国才形成永久性联盟，此后联邦制国家波兰立陶宛联邦成立。最终，五三宪法宣布两个国家合二为一，即使这一条在10月20日的修正案（两国相互保证）中宣告废除。不久，两国在形式上分裂，但在19世纪的大部分时间，两国都被俄罗斯统治，尽管在行政区划上被分离。20世纪初，两国分别宣告独立，自此，两国便再未正式合并。

## 编史
在1835年，原始文件在克拉科夫主教座堂礼拜堂档案馆的登记簿上被发现之前，克雷沃联合尚无人知。通常重要的国家文献会被保存在王室档案馆。它既未被当时的文献提及，也未被中世纪史学家引用，没有编年史或其他文献提及1385年在克雷瓦举行的会议。这使立陶宛裔美国律师约纳斯·代瑙斯卡斯在1975年对法案的真实性提出怀疑。但是，他的主张未获学术界支持。

### “归属”
“归属”（applicare）一词描述了波兰和立陶宛此后的关系，而这一词也遭致最大的争议与学术争论。这个拉丁词并没有法律上的定义，可能谨慎选择这个词的原因就是其概念模糊。这个词释义广泛，能够分为三个主要类别： 
- 立陶宛作为主权国家停止存在，成为波兰省份。这种解释得到波兰历史学家费利克斯·科涅奇尼（1862年—1949年）、阿纳托尔·莱维茨基（1841年—1899年）、亨利克·沃夫缅斯基（1898年—1984年）和卢德维克·科兰科夫斯基（1882年—1956年）的支持。这种观点最近被奥斯卡·哈莱茨基（1891年—1973年）解释，他称立陶宛自1386年至1401年被并入波兰，随后成为波兰封地，直到1440年。
- 立陶宛成为波兰封地。这一观点在1932年由扬·阿达姆斯（1896年—1962年）提出，并得到亨利克·帕什凯维奇的支持，而奥斯卡·哈莱茨基将这一理论发展到一定程度。他们的主要论据在于事实上立陶宛这样一个大国不会突然成为一个省份，而大公或会保留其绝大部分的主权。
- 立陶宛和波兰形成共主邦联。这一观点由立陶宛历史学家阿道尔法斯·沙波卡（1906年—1961年）和泽诺纳斯·伊温斯基斯（1908年—1971年）提出。他们主张，波兰和立陶宛仅仅形成君合。